# Goldplast
Goldplast Bistrița este o companie producătoare de ambalaje din polietilenă din România.
Principalii competitori ai firmei la nivel național sunt companiile Malvina București și Moviplast Craiova.
Cifra de afaceri
- 2009: 2,5 milioane euro[1]
- 2008: 3,2 milioane euro[1]